# مارگارت کاهن
مارگارت کاهن (Margarethe Kahn)‏ (معروف به Grete Kahn،‏ همچنین Margarete Kahn) (متولد ۲۷ اوت ۱۸۸۰، مفقود شده پس از تبعید به پیاسکی، لهستان در ۲۸ مارس ۱۹۴۲)، یک ریاضی‌دان اهل آلمان و قربانی هولوکاست بود. او جزو اولین زنانی بود که در آلمان مدرک دکترا گرفت. تز دکترای او بر روی توپولوژی منحنی‌های جبری بود.

## زندگی و کار

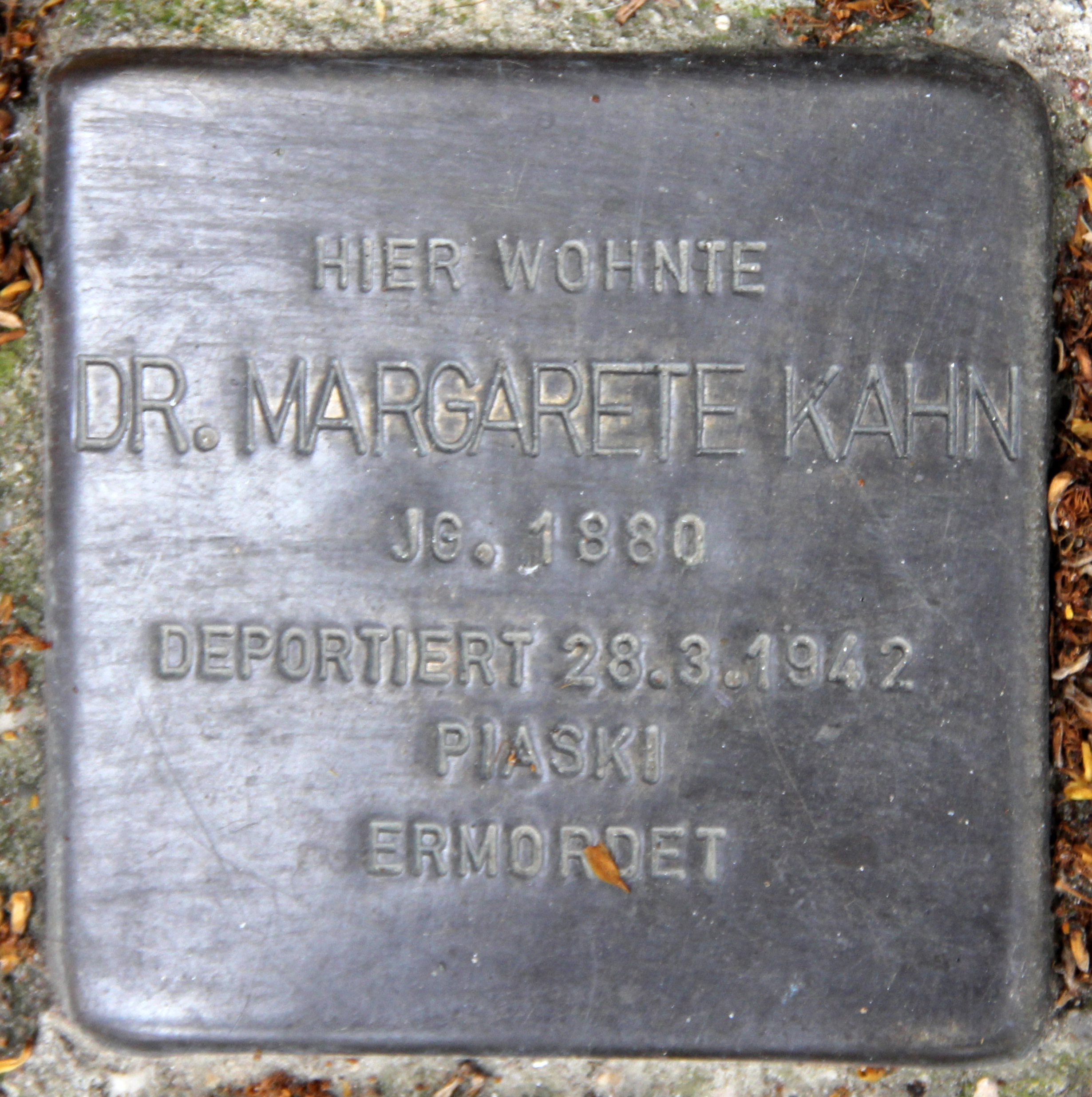
سنگ قبر نمادین مارگارت کاهن

مارگارت کان، دختر تاجر و صاحب کارخانه پارچه فلانل اهل اشوگه، آلبرت کان (۱۸۵۳–۱۹۰۵) و همسرش یوهان (پلاوت، ۱۸۵۷–۱۸۸۲) بود. او یک برادر بزرگ‌تر به نام اتو (۱۸۷۹–۱۹۳۲) داشت. پدرش پنج سال پس از مرگ نابهنگام همسرش یوهان، با خواهر خواهر خردتر یوهان، جولی (۱۸۶۰–۱۹۳۴) ازدواج کرد که از او صاحب یک دختر شد. خواهر اندر مارگارت، مارتا (۱۸۸۸–۱۹۴۲) نام داشت.
پس از گذراندن مدرسه ابتدایی از سال ۱۸۸۷، مدرسه عالی دخترانه از ۱۸۸۹ تا ۱۸۹۶، کان تا سال ۱۹۰۴ برای ورود به ابیتور آماده می‌شد. وی در صنوف خصوصی شرکت کرد، زیرا در آن زمان دبیرستان‌های کمی برای دخترانه در هسن آلمان وجود داشت. در سال ۱۹۰۴ به او اجازه داده شد که ابیتور خود را در ورزشگاه سلطنتی در بادهرسفلد بگذراند؛ بنابراین در آغاز قرن بیستم، او جزو گروه کوچکی از زنان جوان در آلمان بود که اجازه داشتند در مکاتب ذکور، ابیتور را بگذرانند. کنراد دودن به عنوان مدیر مدرسه، مدرک ابیتور کان را امضا کرد.
از آنجاییکه پروس تنها از ترم زمستانی ۱۹۰۸–۱۹۰۹ اجازه حضور رسمی در دانشگاه را به زنان داد، کان و دوستش کلارا لوبنشتاین ابتدا به عنوان دانشجوی مهمان در دانشگاه‌های برلین و گوتینگن شرکت کردند. کان همچنین در سخنرانی‌ها و آموزش‌های ریاضیات در دانشگاه تکنیکی برلین شرکت کرد. آن‌ها ریاضیات، فیزیک و پروپادئوتیک را در برلین و گوتینگن مطالعه کردند. او در دانشگاه گوتینگن در سخنرانی‌های که از جمله دیوید هیلبرت، فلیکس کلاین، ولدمار وویگت و گئورگ الیاس مولر ارائه می‌کردند، شرکت نمود. کان در برلین در سخنرانی‌های هرمان آماندوس شوارتز و پل درود در آکادمی سلطنتی علوم پروس شرکت کرد. زمینه تخصص او هندسه جبری بود. کان همراه با لوبنشتاین در حل شانزدهمین مسئله هیلبرت مشارکت داشت. شانزدهمین مسئله هیلبرت مربوط به توپولوژی منحنی‌های جبری در صفحه تصویری مختلط بود. به عنوان یک مورد خاص دشوار، هیلبرت در فرمول‌بندی مسئله پیشنهاد کرد که هیچ منحنی جبری درجه ۶ متشکل از ۱۱ بیضوی مجزا وجود ندارد. کان و لوبنشتاین روش‌های را برای حل این مسئله توسعه دادند.
در برابر مخالفت، به‌ویژه از سوی دانشگاه برلین، اما با حمایت دانشگاه گوتینگن و فلیکس کلاین، کان در سال ۱۹۰۹ دکترای خود را زیر نظر دیوید هیلبرت در گوتینگن دریافت کرد. عنوان تز او Eine allgemeine Methode zur Untersuchung der Gestalten algebraischer Kurven «روش کلی برای بررسی اشکال منحنی‌های جبری» بود. کان یکی از اولین زنان اهل آلمان بود که دکترای ریاضیات گرفت (بخش ریاضیات در آن زمان جزیی از دانشگاه فلسفه بود). او در ۳۰ ژوئن ۱۹۰۹ - دوباره همراه با لوبنشتاین - امتحان شفاهی داد.
کان نمی‌توانست شغل علمی را دنبال کند، زیرا تا قبل از سال ۱۹۲۰ در آلمان، زنان برای دوره ۴ تا ۶ ساله توان‌مندسازی پذیرفته نمی‌شدند؛ لذا او به دنبال شغلی به عنوان معلم مدرسه بود و در اکتبر ۱۹۱۲ و شغلی در سیستم مدرسه پروس به دست آورد. کان در آنجا به عنوان معلم برای مکاتب دبیرستان در کاتوویتس دورتموند کار می‌کرد. او از سال ۱۹۲۹، در برلین-تگل در ورزشگاه امروزی گابریله-فون-بولوو و بعداً در برلین-پانکوو در ورزشگاه کارل-فون-اوسیتسکی- امروزی مشغول به خدمت شد.
در سال ۱۹۳۳ او به عنوان یک یهودی توسط نازی‌ها مجبور به رفتن به مرخصی شد و در سال ۱۹۳۶ از مدرسه اخراج شد. او مجبور شد به عنوان کارگرِ کارخانه در نوردلند اشنیکتن (زنجیر تایر نورلند) کار کند. در ۲۸ مارس ۱۹۴۲، کان و خواهر بیوه‌اش مارتا به پیاسکی تبعید شدند و از آن زمان مفقود شده‌اند.
در ۱۳ سپتامبر ۲۰۰۸، یک سنگ یادبود در خیابان رودولشتادتر ۱۲۷ در ویلمرزدورف به یاد مارگارت کان، کار گذاشته شد. همچنین در ۲۶ می ۲۰۱۰ در مقابل خانه سابق والدینش در شهرک ۲۹ در اشوگه، سنگ یادبودی قرار داده شد. علاوه بر این، در ۱۳ دسامبر ۲۰۱۷ یک لوح یادبود در کنار آن گذاشته شد. در سال ۲۰۱۳، سرکی در لورکوزن به کان او نام‌گذاری شد.